# لاست (فصل ۵)
پخش فصل پنجم مجموعه تلویزیونی آمریکایی لاست از شبکه ای‌بی‌سی در ایالات متحده و سی‌تی‌وی ۲ در کانادا در ۲۱ ژانویه ۲۰۰۹ آغاز شد و با پایان فصل دو ساعته در ۱۳ می ۲۰۰۹ به پایان رسید. ادامه داستان بازماندگان سقوط هواپیمای خیالی اوشینیک ایرلاینز پرواز ۸۱۵، پس از اینکه برخی از آنها نجات می‌یابند، در حالی که برخی دیگر در مکان و زمان نامعلومی با جزیره‌ای که در آن زندگی می‌کنند ناپدید می‌شوند.
به گفته دیمون لیندلوف یکی از تهیه‌کنندگان اجرایی، سریال، این فصل «دربارهٔ این است که چرا افرادی که جزیره را ترک کرده‌اند باید برگردند». لاست در ۲۱ ژانویه ۲۰۰۹ در ای‌بی‌سی با یک نمایش سه ساعته متشکل از یک کلیپ نمایش و دو قسمت جدید پشت سر هم بازگشت. باقی‌مانده فصل چهارشنبه‌ها ساعت ۹:۰۰ شب به وقت شرقی پخش می‌شد.

## بازیگران

### شخصیت‌های اصلی
- نوین اندروز در نقش: سعید جراح
- هنری ایان کوسیک در نقش: دزموند هیوم
- جرمی دیویس در نقش: دنیل فارادی
- مایکل امرسون در نقش: بنجامین لینوس
- متیو فاکس در نقش: جک شپرد
- هورهه گارسیا در نقش: هوگو هارلی ریس
- جاش هالووی در نقش: جیمز ساویر فورد
- دنیل دای کیم در نقش: جین‌سو ون
- یونجین کیم در نقش: سان‌ها ون
- کن لئونگ در نقش: مایلز استرام
- اوانجلین لیلی در نقش: کیت آستن
- ربکا میدر در نقش: شارلوت لوئیس
- الیزابت میچل در نقش: ژولیت برک
- تری اوکوئین در نقش: جان لاک

### شخصیت‌های دوره‌ای و مهمان
- امیلی دی راوین در نقش: کلر لیتلتون
- هارولد پرینو در نقش: مایکل داوسون
- مالکوم دیوید کلی در نقش: والت لوید
- میشل رودریگز در نقش: آنا لوسیا کورتز
- نستر کاربونل در نقش: ریچارد آلپرت
- چیچ مارین در نقش: دیوید ریس
- فرانسوا چاو در نقش: دکتر چانگ
- لنس ردیک در نقش: متیو
- سونیا والگر در نقش: پنی ویدمور
- ویلیام ماپوتر در نقش: ایتن رام
- جفری‌دیوید فاهیدر نقش: فرانک لاپیدوس
- ال اسکات کالدول و سم اندرسون در نقش: رز و برنارد ندلر
- الن داله در نقش: چارلز ویدمور
- جان تری در نقش: در نقش: کریستین شپرد
- ملیسا فارمن در نقش: دنیله روسو (جوان)
- تانیا ریموند در نقش: الکس روسو
- فیونولا فلانگان در نقش: الویز هاوکینگ
- پاتریک فیشلر در نقش: فیل
- برد ویلیام هنکه در نقش: برام
- استرلینگ بومان در نقش: بنجامین لینوس (جوان)
- مارشا توماسون در نقش: نائومی دوریت
- تام ایروین در نقش: آرون
- سعید تغماوی در نقش: سزار
- زلیخا رابینسون در نقش: ایلانا وردانسکی
- مارک پلگرینو در نقش: جیکوب

## قسمت‌ها
| شم. کلی        | شم. در فصل  | عنوان                                  | کارگردان         | نویسنده                               | Featured character(s) | تاریخ انتشار اصلی | U.S. تعداد بیننده (میلیون) |
| -------------- | ----------- | -------------------------------------- | ---------------- | ------------------------------------- | --------------------- | ----------------- | -------------------------- |
| ۸۷             | ۱           | «Because You Left»                     | Stephen Williams | Damon Lindelof & Carlton Cuse         | none                  | ۲۱ ژانویه ۲۰۰۹    | 11.66                      |
| ۸۸             | ۲           | «The Lie»                              | Jack Bender      | Edward Kitsis & Adam Horowitz         | Hurley                | ۲۱ ژانویه ۲۰۰۹    | 11.08                      |
| ۸۹             | ۳           | «Jughead»                              | Rod Holcomb      | Elizabeth Sarnoff & Paul Zbyszewski   | Desmond               | ۲۸ ژانویه ۲۰۰۹    | 11.07                      |
| ۹۰             | ۴           | «The Little Prince»                    | Stephen Williams | Brian K. Vaughan & Melinda Hsu Taylor | Kate                  | ۴ فوریه ۲۰۰۹      | 10.98                      |
| ۹۱             | ۵           | «This Place Is Death»                  | Paul Edwards     | Edward Kitsis & Adam Horowitz         | Sun & Jin             | ۱۱ فوریه ۲۰۰۹     | 9.77                       |
| ۹۲             | 6           | «۳۱۶»                                  | Stephen Williams | Damon Lindelof & Carlton Cuse         | Jack                  | ۱۸ فوریه ۲۰۰۹     | 11.27                      |
| ۹۳             | 7           | «The Life and Death of Jeremy Bentham» | Jack Bender      | Carlton Cuse & Damon Lindelof         | Locke                 | ۲۵ فوریه ۲۰۰۹     | 9.82                       |
| ۹۴             | ۸           | «LaFleur»                              | Mark Goldman     | Elizabeth Sarnoff & Kyle Pennington   | Sawyer                | ۴ مارس ۲۰۰۹       | 10.61                      |
| ۹۵             | ۹           | «Namaste»                              | Jack Bender      | Paul Zbyszewski & Brian K. Vaughan    | none                  | ۱۸ مارس ۲۰۰۹      | 9.08                       |
| ۹۶             | ۱۰          | «He's Our You»                         | Greg Yaitanes    | Edward Kitsis & Adam Horowitz         | Sayid                 | ۲۵ مارس ۲۰۰۹      | 8.82                       |
| ۹۷             | ۱۱          | «Whatever Happened, Happened»          | Bobby Roth       | Carlton Cuse & Damon Lindelof         | Kate                  | ۱ آوریل ۲۰۰۹      | 9.35                       |
| ۹۸             | ۱۲          | «Dead Is Dead»                         | Stephen Williams | Brian K. Vaughan & Elizabeth Sarnoff  | Ben                   | ۸ آوریل ۲۰۰۹      | 8.29                       |
| ۹۹             | ۱۳          | «Some Like It Hoth»                    | Jack Bender      | Melinda Hsu Taylor & Greggory Nations | Miles                 | ۱۵ آوریل ۲۰۰۹     | 9.23                       |
| ۱۰۰            | ۱۴          | «The Variable»                         | Paul Edwards     | Edward Kitsis & Adam Horowitz         | Faraday               | ۲۹ آوریل ۲۰۰۹     | 9.04                       |
| ۱۰۱            | ۱۵          | «Follow the Leader»                    | Stephen Williams | Paul Zbyszewski & Elizabeth Sarnoff   | none                  | ۶ مه ۲۰۰۹         | 8.70                       |
| «The Incident» | Jack Bender | Damon Lindelof & Carlton Cuse          | Jacob            | ۱۳ مه ۲۰۰۹                            | 9.43                  |                   |                            |
| «The Incident» | Jack Bender | Damon Lindelof & Carlton Cuse          | Jacob            | ۱۳ مه ۲۰۰۹                            | 9.43                  |                   |                            |

## بازخورد
فصل پنجم لاست مورد تحسین عمومی قرار گرفت. در راتن تومیتوز، این فصل دارای ۹۰٪ محبوبیت است، با میانگین امتیاز ۸٫۸/۱۰، بر اساس ۲۱ بررسی، اجماع وب‌سایت می‌گوید: «اگرچه سؤالات بی‌پاسخ بیشتری را معرفی می‌کند، فصل پنجم لاست نیز به سرعت پیش می‌رود، توسعه شخصیت‌های بیشتری را پوشش می‌دهد و دنیای غنی خود را برای طرفداران گرسنه بیشتر می‌سازد». متاکریتیک بر اساس ۱۷ بررسی امتیاز ۷۸ از ۱۰۰ را به این فصل داد که آن را به‌طور کلی مطلوب می‌کند. طبق فهرست‌های پایان سال منتشر شده توسط نشریات سرگرمی و منتقدان برجسته تلویزیون، فصل پنجم لاست دومین برنامه پرفروش سال ۲۰۰۹ بود. فصل پنجم لاست به کاهش رتبه ادامه داد و اولین فصل دو ساعته توسط ۱۱٫۳۷ میلیون بیننده آمریکایی تماشا شد. کمترین پخش فصل در تاریخ سریال است. به‌طور کلی، کل فصل به‌طور متوسط ۱۱٫۵ میلیون بیننده داشت.